# 阿閇皇子
阿閇皇子（あべのみこ、648年以降 - ?）は、飛鳥時代の皇族。天智天皇の皇子。母は伊賀采女宅子娘。
『日本書紀』には名が見えず、「伊賀国名所記」に弘文天皇の同母弟と書かれているが、真偽は不明。そのため、架空人物説も出ている。また皇子ではなく、皇女であり、阿陪皇女→元明天皇と同一人物という説もある。

## 血縁
- 父：天智天皇
- 母：伊賀采女宅子娘
- 兄：弘文天皇
- 妹：阿雅皇女

## 阿閇皇子が登場する作品

### 漫画
- 長岡良子『古代幻想ロマンシリーズ』

| スタブアイコン | サブスタブ | この項目は、まだ閲覧者の調べものの参照としては役立たない、人物に関連した書きかけの項目です。この項目を加筆・訂正などしてくださる協力者を求めています（P:人物伝/PJ:人物伝）。 |